# St. Nikolaus und Sebastian (Kraiburg am Inn)

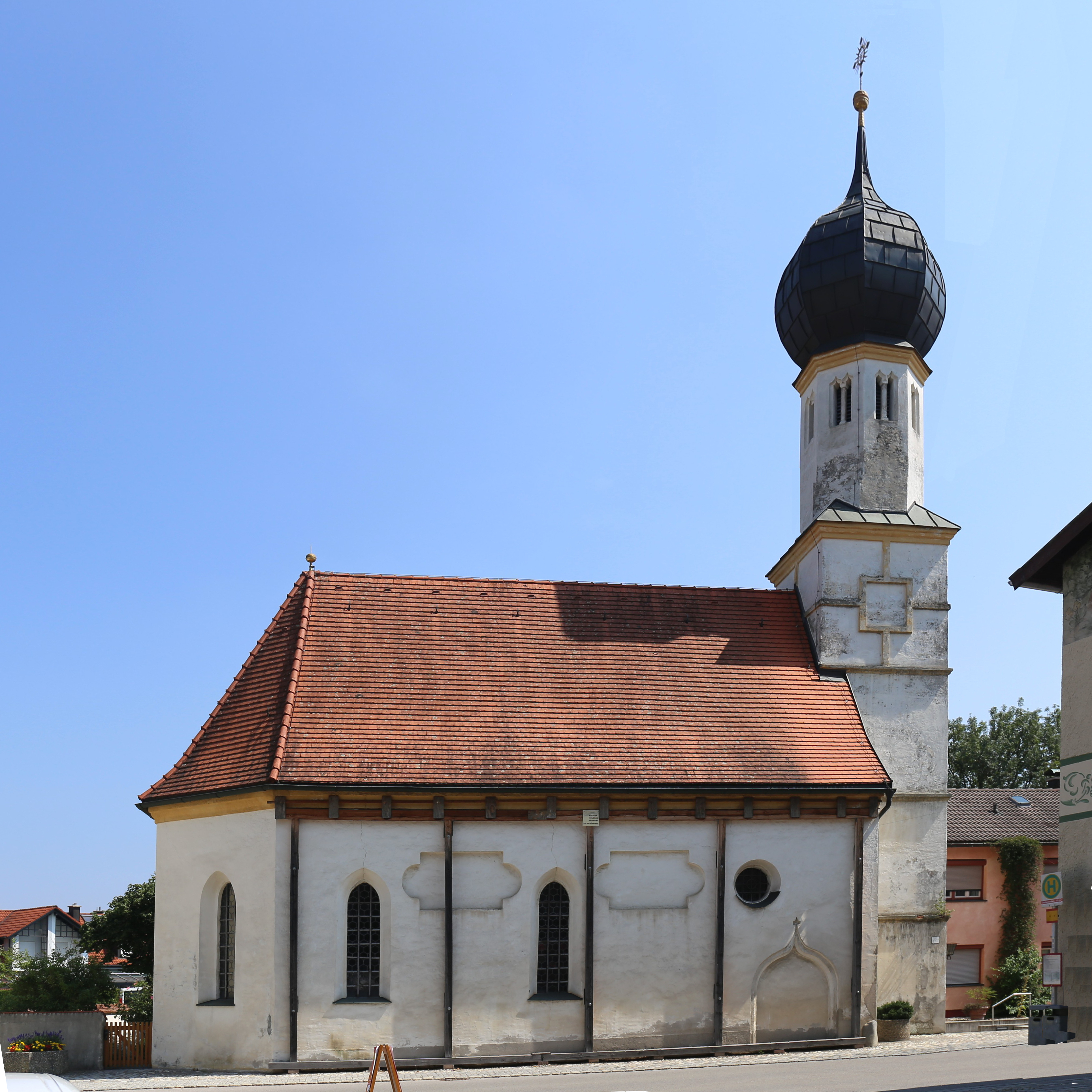
St. Nikolaus und Sebastian in Kraiburg am Inn

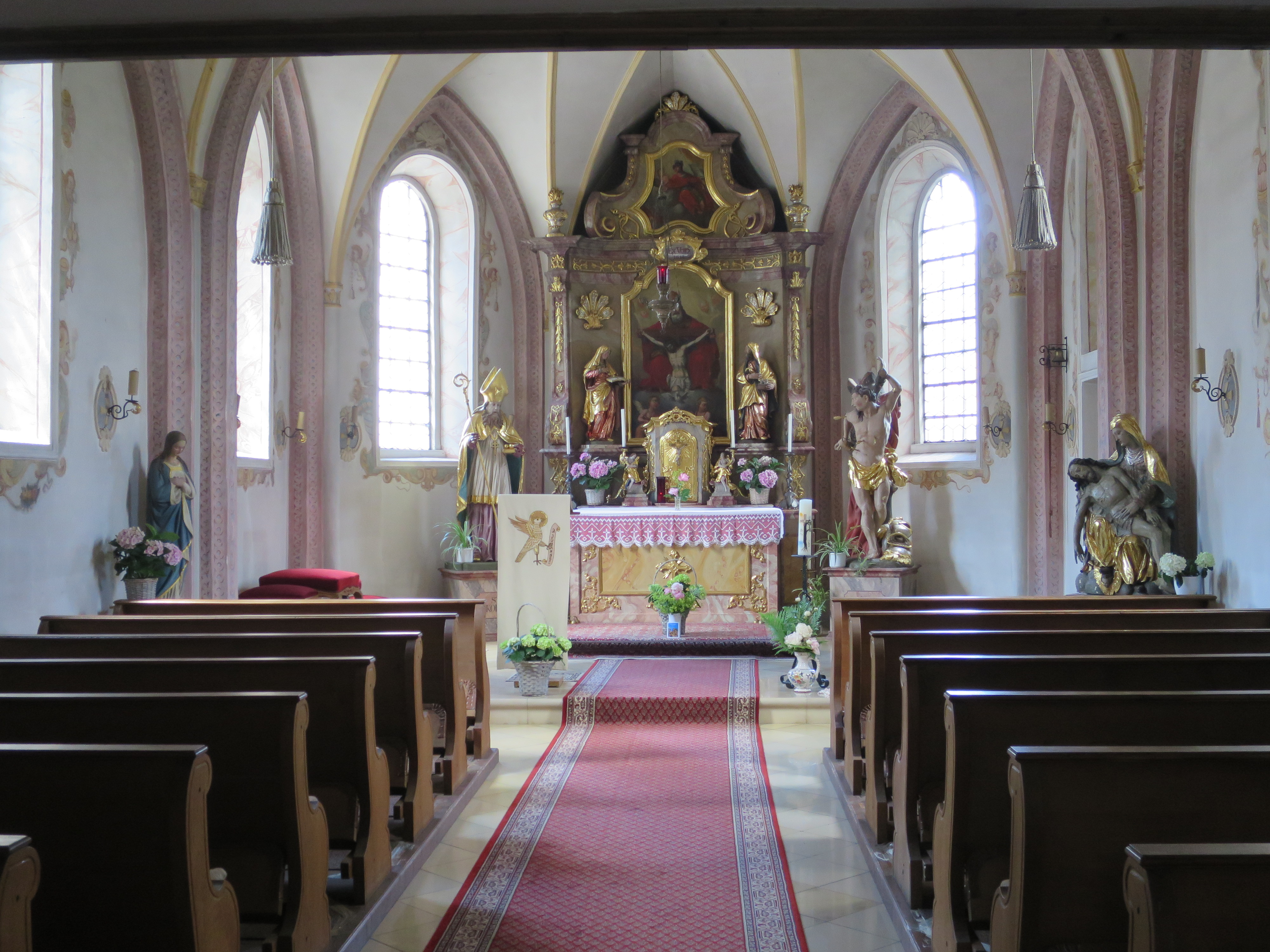
Innenansicht

Die römisch-katholische Filialkirche St. Nikolaus und Sebastian, auch Aukapelle oder Aukirche genannt, steht in Kraiburg am Inn, einer Marktgemeinde im oberbayerischen Landkreis Mühldorf am Inn. Sie ist in der Liste der Baudenkmäler in Kraiburg am Inn als Baudenkmal unter der Nr. D-1-83-124-7 eingetragen. Die Kirche gehört zur Pfarrei Kraiburg, welche Sitz des Pfarrverbands Kraiburg-Flossing ist und zum Dekanat Mühldorf im Erzbistum München und Freising gehört.

## Beschreibung
Die kleine Saalkirche St. Nikolaus und Sebastian wurde 1614 gestiftet und um 1730 barock umgebaut. Im Ursprung war sie wahrscheinlich eine Pestkapelle beziehungsweise eine Votivkapelle, die zum Dank für die Bewahrung vor der Pest gestiftet wurde. Sie besteht aus dem Langhaus zu zwei Jochen, dem dreiseitig geschlossenen Chor im Norden und dem Kirchturm mit Zwiebelhaube im Süden. Der Turm hat vier quadratische Geschosse, auf denen ein achteckiges Geschoss sitzt. Hinter den Klangarkaden steht der Glockenstuhl.
Die Innenräume von Langhaus und Chor sind mit Kreuzgratgewölben überspannt. Auf der Deckenmalerei im Chor von 1735 sind vier Heilige dargestellt. Auffallend ist die große Zahl barocker Prozessionsstangen in der Kirche.